# 몬스터 호텔 2
《몬스터 호텔 2》(영어: Hotel Transylvania 2)는 2015년 공개된 미국의 애니메이션 영화로, 2012년 영화 《몬스터 호텔》의 속편이다.